# Восточная армейская группа
Восточная армейская группа — воинское объединение в Красной армии Вооружённых Сил СССР.

## История
В результате переговоров между ведомствами иностранных дел, командованием германской и Красной армий, правительствами Германии и Советского союза части Красной армии, начиная с 22 сентября, должны были отводиться с таким расчетом, чтобы, делая каждый день переход, примерно, в 20 километров, закончить свой отход на восточный берег р. Сан у г. Перемышля к вечеру 28 сентября и на восточный берег р. Сан у м. Санок и южнее к вечеру 30 сентября".
21—23 сентября части 7-го и 8-го германских армейских корпусов 14-й германской армии столкнулись с польской группой войск генерала Домб-Бернацкого пробивавшейся в Венгрию. В развернувшихся боях германские части вновь потеснили польские войска на восток, а 23 сентября германское командование обратилось к командованию советской Волочиской армейской группы с предложением оказать им помочь в разгроме поляков.
22 сентября начался общий отвод германских войск на запад и этот отход использовали другие отряды польских войск для прорыва в Венгрию в 20-километровой полосе, разделявшей германскую и советскую армии. Советское командование помощи германским войскам не оказывало.
24 сентября Волочиская армейская группа Украинского фронта переименована в Восточную армейскую группу. Войска группы находились на месте, производили разведку лежащей впереди местности.
С 24 по 28 сентября Восточная армейская группа участвовала в военном походе в восточных районах Польши-Западной Украине.
25 сентября 1939 г. с рассветом войска армейской группы начали движение на запад.
С 25 по 28 сентября войска армейской группы от рассвета до заката дня продвигались к реке Сан на демаркационную линию, установленную Германским правительством и правительством СССР между германской и советской ариями (см. советско-германское коммюнике опубликованное 23 сентября 1939 г.) проходящую по р. Писса до её впадения в р. Нарев, далее на юг по р. Нарев до её впадения в р. Западный Буг, далее по р. Западный Буг до её впадения в р. Висла, далее по р. Висла до впадения в неё реки Сан и дальше по р. Сан до её истоков.
28 сентября войска 2-го кк (3-я и 9-я кд, 24-я лтбр, без 5-й кд) выставили дозоры на реке Сан. В этот же день Восточная армейская группа переименована в 6-ю армию.

## Полное название
Восточная армейская группа

## Подчинение
Украинский фронт

## Командование
Командующий войсками группы:
- Голиков Ф.И., комкор, (24-28.09.1939).[2]

Член Военного совета:
- Захарычев Г. Н., бригадный комиссар.[2]

## Состав
На 24.09.1939 г.:
- 17-й стрелковый корпус:

- 96-я стрелковая дивизия;
- 97-я стрелковая дивизия;
- 38-я легкотанковая бригада (142 лёгких танка Т-26) (до 25.09.1939 г.);
- 10-я тяжёлая танковая бригада (98 средних танков Т-28).,

- 2-й кавалерийский корпус:[8],[2]

- 3-я кавалерийская дивизия;
- 5-я кавалерийская дивизия;
- 14-я кавалерийская дивизия (до 28.09.1939);
- 24-я легкотанковая бригада (237 быстроходных лёгких танков БТ).

## Боевая деятельность
1939 год
24 сентября
24 сентября Волочиская армейская группа переименована в Восточную армейскую группу.
25 сентября
Командующий войсками группы комкор Голиков Ф.И. с рассветом отдал приказ войскам армейской группы возобновить движение на запад. Быстроходные лёгкие танки БТ и кавалерия 3, 5 и 14-й кавалерийских дивизий и быстроходные лёгкие танки БТ 24-й лтбр 2-го кк вступили в м. Жолкев Нестеров. Стрелковые соединения 17-го ск достигли района Янов Ивано-Франково, Добростаны. 38-я лтбр 17-го ск была отправлена через м.Жолкев на м. Сокаль в расположение Северной армейской группы.
В течение дня германские и советские войска сделали переход на запад с реке Сан, примерно, в 20 километров.
26 сентября
К 26 сентября 2-й кк, командир корпуса комдив Ф.Я. Костенко, продвинулся до района м.Рава-Русска, м.Немиров, м.Магеров, не встретив одной крупной польской группировки.
38-я лтбр 17-го ск прибыла м.Сокаль в 14.00 и была передана в состав Северной армейской группы.
В течение дня германские и советские войска сделали переход на запад с реке Сан, примерно, в 20 километров.
На германо-польском фронте 26 сентября германские войска начали обстрел столицы Польши г.Варшава. Одновременно начался общий штурм. Бои происходившие 25—26 сентября у Варшавы завершились тем, что войска 13-го германского армейского корпуса прорвали обе линии внешних укреплений у г.Варшавы, а войска 11-го германского армейского корпуса овладели первой линией фортов.
Полевое управление КОВО выполнявшее функции управления Украинского фронта  приказом Народного комиссара обороны СССР № 0053 от 26 сентября 1939 г. переименовано в Управление Украинского фронта.
27 сентября
2-й кк продолжил движение в направлении Любачув, Рудка.
27 сентября они 17-го ск вошли в м.Яворов.
В течение дня германские и советские войска сделали переход на запад с реке Сан, примерно, в 20 километров.
28 сентября
Восточная армейская группа находилась в составе Действующей армии с 17 по 28 сентября 1939 г.
Войска 2-го кк (3-я и 5-я кд, 24-я лтбр, без 14-й кд) вышли в район Буковина, Добча, Дзикув и выставили дозоры на реке Сан, 24-я лтбр дошла до Цешанува. 28 сентября 14-я кд 2-го кк была направлена на Томашув, Замосць и передана в состав 5-й армии.
Войска 17-го ск вошли в м.Любачув.
Восточная армейская группа переименована в 6-ю армию.